# Bill Peart
William Clarence Peart, detto Bill (Newport, 1º settembre 1904 – Gloucester, febbraio 1991), è stato un calciatore inglese, di ruolo difensore.

## Carriera

### Nazionale
Venne convocato nella Nazionale britannica che partecipò ai Giochi olimpici del 1936 tuttavia non disputò neanche una partita.